# ZNF330
ZNF330 (англ. Zinc finger protein 330) – білок, який кодується однойменним геном, розташованим у людей на короткому плечі 4-ї хромосоми.  Довжина поліпептидного ланцюга білка становить 320 амінокислот, а молекулярна маса — 36 201.
| 10         |  | 20         |  | 30         |  | 40         |  | 50         |
| ---------- |  | ---------- |  | ---------- |  | ---------- |  | ---------- |
| MPKKKTGARK |  | KAENRREREK |  | QLRASRSTID |  | LAKHPCNASM |  | ECDKCQRRQK |
| NRAFCYFCNS |  | VQKLPICAQC |  | GKTKCMMKSS |  | DCVIKHAGVY |  | STGLAMVGAI |
| CDFCEAWVCH |  | GRKCLSTHAC |  | ACPLTDAECV |  | ECERGVWDHG |  | GRIFSCSFCH |
| NFLCEDDQFE |  | HQASCQVLEA |  | ETFKCVSCNR |  | LGQHSCLRCK |  | ACFCDDHTRS |
| KVFKQEKGKQ |  | PPCPKCGHET |  | QETKDLSMST |  | RSLKFGRQTG |  | GEEGDGASGY |
| DAYWKNLSSD |  | KYGDTSYHDE |  | EEDEYEAEDD |  | EEEEDEGRKD |  | SDTESSDLFT |
| NLNLGRTYAS |  | GYAHYEEQEN |  |            |  |            |  |            |

A: Аланін

C: Цистеїн

D: Аспарагінова кислота

E: Глутамінова кислота

F: Фенілаланін

G: Гліцин

H: Гістидин

I: Ізолейцин

K: Лізин

L: Лейцин

M: Метіонін

N: Аспарагін

P: Пролін

Q: Глутамін

R: Аргінін

S: Серин

T: Треонін

V: Валін

W: Триптофан

Кодований геном білок за функцією належить до фосфопротеїнів. 
Задіяний у такому біологічному процесі як поліморфізм. 
Білок має сайт для зв'язування з іонами металів, іоном цинку. 
Локалізований у ядрі, хромосомах, центромерах.